# Tommy Wood
Tommy Wood (17 de febrero de 1912 – Isla de Wight, 21 de enero de 2003) fue un piloto británico, que compitió en el Campeonato del Mundo de Motociclismo, desde 1949 hasta 1955.

## Biografía
Disputó cuatro temporadas del Mundial desde 1949 hasta 1954. Obtuvo puntos en 16 Grandes Premios (3 en 500cc, 3 en 350cc y 10 en 250cc) y ganó dos (Gran Premio de España de 1951 de 350cc  y el TT Isla de Man de 1951 de 250cc. Su mejor temporada fue en 1951 cuando quedó subcampeón de la cilindrada de 250cc por detrás de Bruno Ruffo.

## Resultados en el Campeonato del Mundo
Sistema de puntuación en 1949:
| Posición | 1.º | 2.º | 3.º | 4.º | 5.º | Vuelta rápida |
| Puntos   | 10  | 8   | 7   | 6   | 5   | 1             |

Sistema de puntuación desde 1950 hasta 1968:
| Posición | 1.º | 2.º | 3.º | 4.º | 5.º | 6.º |
| Puntos   | 8   | 6   | 4   | 3   | 2   | 1   |

Hasta 1955 se contaban los 5 mejores resultados.

### Carreras por año
(Carreras en negrita indica pole position, carreras en cursiva indica vuelta rápida)
| Año  | Clase  | Moto       | 1       | 2       | 3       | 4       | 5       | 6       | 7       | 8       | 9       | Pts | Pos  |
| ---- | ------ | ---------- | ------- | ------- | ------- | ------- | ------- | ------- | ------- | ------- | ------- | --- | ---- |
| 1949 | 250cc  | Moto Guzzi | IOM 2   | SUI 6   |         |         | ULS -   | NAT -   |         |         |         | 9   | 7.º  |
| 1949 | 350cc  | Velocette  | IOM 17  | SUI 5   | NED -   | BEL 10  | ULS -   | NAT -   |         |         |         | 5   | 14.º |
| 1950 | 250cc  | Moto Guzzi | IOM Ret |         |         | SUI Ret | ULS -   | NAT -   |         |         |         | 0   | -    |
| 1950 | 350cc  | Velocette  | IOM Ret | BEL 10  | NED -   | SUI 11  | ULS -   | NAT 9   |         |         |         | 0   | -    |
| 1951 | 250 cc | Velocette  |         | SUI -   | IOM 1   |         |         | FRA 3   | ULS 4   | NAT 2   |         | 18  | 2.º  |
| 1951 | 350 cc | Velocette  | ESP 1   | SUI Ret | IOM 31  | BEL -   | NED -   | FRA 11  | ULS -   | NAT 8   |         | 8   | 10.º |
| 1951 | 500 cc | Norton     | ESP 2   | SUI 11  | IOM 14  | BEL -   | NED -   | FRA 16  | ULS -   | NAT -   |         | 6   | 10.º |
| 1952 | 250 cc | Moto Guzzi | SUI -   | IOM -   | NED -   |         | GER -   | ULS Ret | NAT Ret |         |         | 0   | -    |
| 1952 | 350 cc | Norton     | SUI -   | IOM -   | NED -   | BEL 9   | GER -   | ULS -   | NAT -   |         |         | 0   | -    |
| 1952 | 500 cc | Norton     | SUI -   | IOM -   | NED -   | BEL Ret | GER -   | ULS -   | NAT -   | ESP -   |         | 0   | -    |
| 1953 | 250cc  | Moto Guzzi | IOM 6   | NED -   |         | RFA -   |         | ULS -   | CHE 8   | NAT 7   | ESP 5   | 3   | 12.º |
| 1953 | 350cc  | Norton     | IOM -   | NED -   | BEL Ret |         | FRA 5   | ULS -   | SUI 11  | NAT Ret |         | 2   | 17.º |
| 1953 | 500cc  | Norton     | IOM -   | NED -   | BEL Ret |         | FRA Ret | ULS -   | SUI -   | NAT -   | ESP 6   | 1   | 20.º |
| 1954 | 250cc  | Moto Guzzi | FRA 5   | IOM -   | ULS -   | BEL -   | NED -   | RFA 9   | SUI 9   | NAT 5   |         | 4   | 12.º |
| 1954 | 350cc  | Norton     | FRA Ret | IOM -   | ULS -   | BEL -   | NED -   | RFA -   | SUI Ret | NAT Ret | ESP Ret | 0   | –    |
| 1954 | 500cc  | Norton     | FRA -   | IOM ->  | ULS -   | BEL -   | NED -   | RFA -   | SUI -   | NAT -   | ESP 4   | 3   | 18.º |
| 1955 | 350cc  | Norton     |         | FRA 11  | IOM -   | RFA -   | BEL 13  | NED -   | ULS -   | NAT -   |         | 0   | –    |